# (20952) Тидей
(20952) Тидей (др.-греч. Τυδεύς) — типичный троянский астероид Юпитера, движущийся в точке Лагранжа L4, в 60° впереди планеты. Астероид был открыт 25 сентября 1977 года голландскими астрономами К. Й. ван Хаутеном, И. ван Хаутен-Груневельд и Томом Герельсом в Паломарской обсерватории и назван в честь Тидея, сын калидонского царя Ойнея.

Орбита астероида Тидей и его положение в Солнечной системе